# フロストバイト

『フロストバイト』（Frostbiten）は、2006年のスウェーデン映画。スウェーデン映画史上初のヴァンパイアを取り扱った作品。

## ストーリー
ラップランド地方の田舎町に女医のアニカと17歳の娘サガが引越してきた。アニカは町の病院で働き始め、サガはベガという少女と友達になった。
ある日、町で不可解な事件が起き始める。

## キャスト
- ペートラ・ニールセン：アニカ
- カール＝オーケ・エリクソン：ベッカート教授
- グレーテ・ハヴネショルド：サガ
- ヨーナス・カールストロム：セバスチャン
- エンマ・Ｔ・オーベリィ：ベガ
- ペール・ローフベリィ：ベッカート（青年時代）

## 主な受賞
- ファンタスポルト映画祭：最優秀映画賞
- ラベンナ映画祭：特殊視覚効果賞
- スクリームフェスト・ホラー・フィムル映画祭：音楽賞、メイクアップ賞、特殊視覚効果賞